# Pacific Cable Station

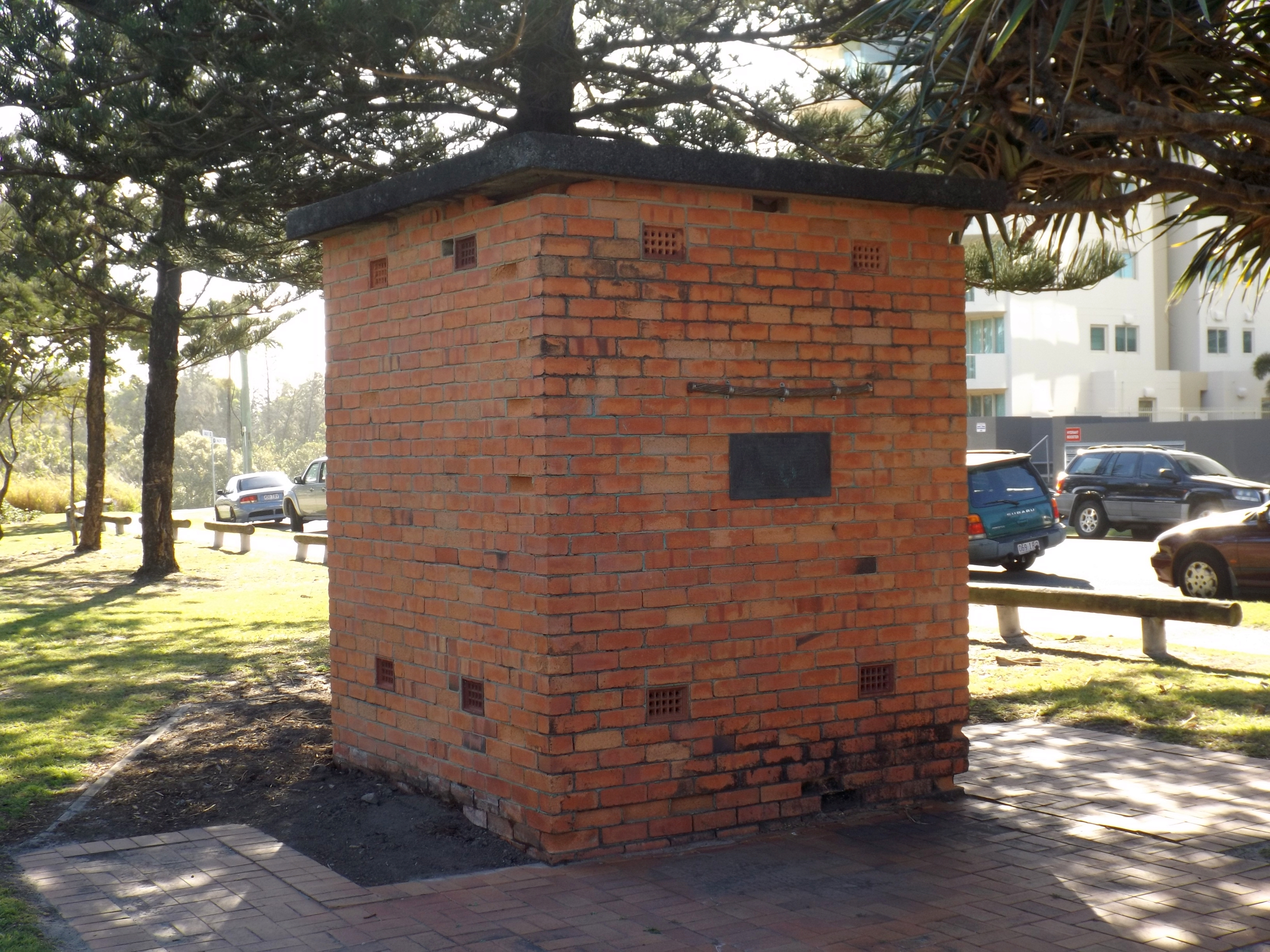
Überbleibsel der Kabelstation (2015)

Die Pacific Cable Station (deutsch „Pazifische Kabelstation“), auch genannt  Southport Cable Hut („Southport-Kabelhütte“), war eine Telegrafenstation bei Southport an der Ostküste Australiens, etwa 70 km südlich von Brisbane, der Hauptstadt des Bundesstaates Queensland.
Während der ersten Hälfte des 20. Jahrhunderts war diese Station von großer Bedeutung für das internationale Telegrafennetz. Heute ist sie ein denkmalgeschützter Ort und als solcher im Queensland Heritage Register aufgeführt.

## Geschichte
Bis weit in die zweite Hälfte des 19. Jahrhunderts hinein konnten Nachrichten von und nach Australien erst nach wochenlanger Seereise durch Schiffe aus aller Welt überbracht werden. Dies änderte sich, nachdem im Jahr 1871 das erste internationale Seekabel in der Geschichte der Telegrafie in Australien mit Darwin verbunden wurde. Am 19. November 1871 konnte erstmals ein Telegramm von „außerhalb“ empfangen werden. Ein weiterer wesentlicher Meilenstein war die transaustralische Telegrafenleitung, die ab 1872 von Darwin bis nach Port Augusta in Südaustralien führte. Damit war der Bundesstaat Victoria erstmals telegrafisch mit England verbunden.

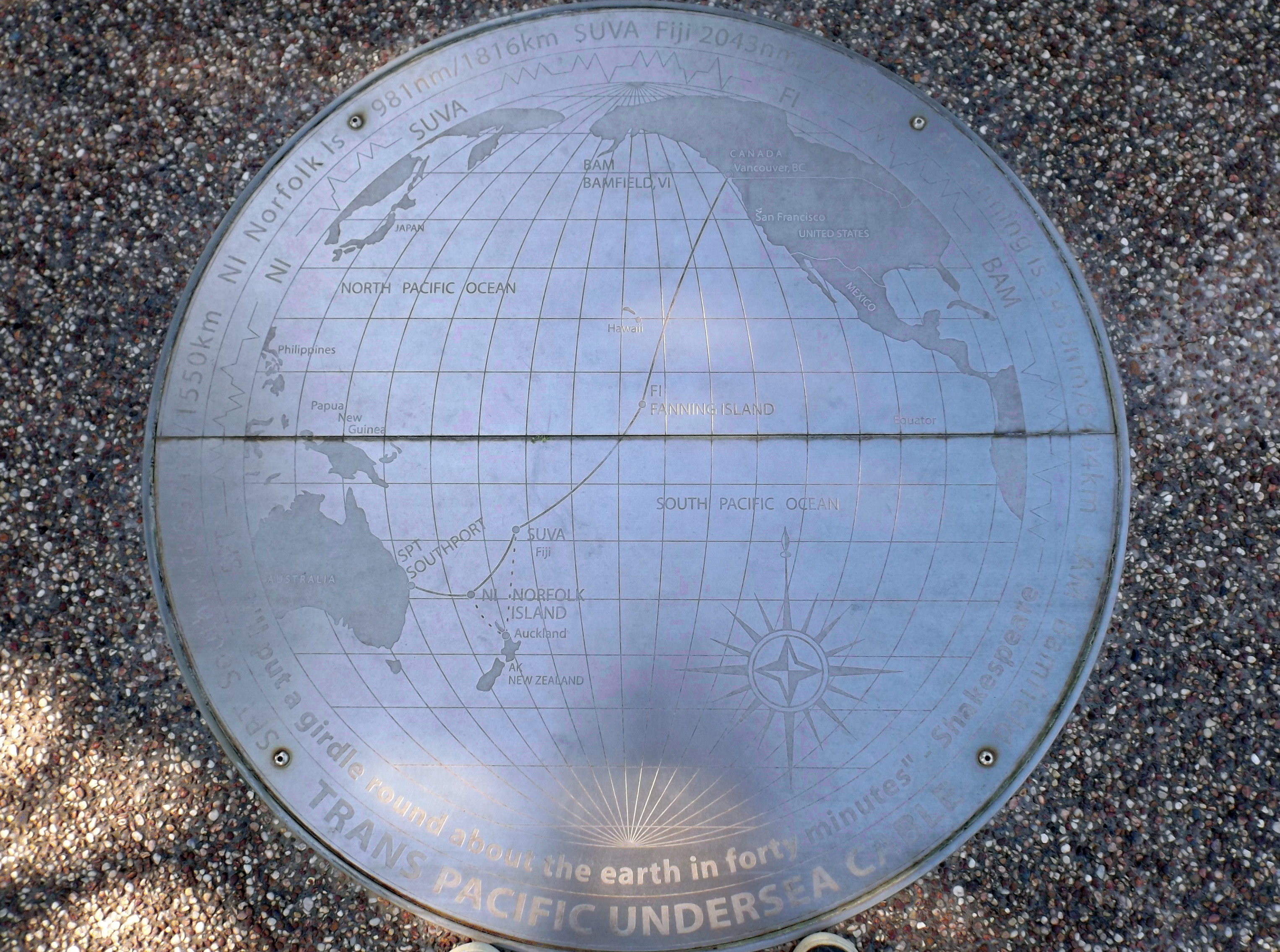
Plakette nahe der Cable Station mit dem Verlauf des ersten transpazifischen Telegrafenkabels (2015)

Im weltweiten Netz klaffte aber auch zum Ende des 19. Jahrhunderts noch immer eine riesige Lücke – die Verbindung von Australien über den Pazifik nach Nordamerika. Dies änderte sich nach Verlegung des ersten transpazifischen Telegrafenkabels von Kanada nach Australien. Hier diente die Southport Cable Hut als die Übergabestelle für das lange Seekabel. Es war hier durch den Kabelleger (Cable Ship) CS Anglia (gebaut 1898) angelandet worden und bestand aus einer inneren Litze aus Kupferdrähten, die mit Guttapercha isoliert waren und außen durch eine Armierung aus zwölf Stahllitzen geschützt wurden. Der äußere Kabeldurchmesser betrug 22 mm. Auf dem Foto des erhaltenen Überbleibsels der Kabelstation (Bild oben) ist ein Stück dieses Kabels oberhalb der Erinnerungsplakette zu sehen.
Die Anglia hatte das Kabel hier am 8. März 1902 angelandet. Es wurde vom Strand aus in einem knapp zwei Meter tiefen Graben verlegt, der durch die Sanddünen verlief und an der Kabelstation endete. Diese wurde am 4. November 1902 offiziell eröffnet. Der Stationskomplex umfasste das Bürogebäude sowie ein Wohngebäude für 22 Telegrafenbeamte plus eine separate Wohnung für den Stationsleiter. Täglich wurden hier rund fünfhundert Telegramme bearbeitet. Die Pacific Cable Station war für viele Jahrzehnte der zentrale Übergabepunkt an der australischen Ostküste für Telegramme aus Übersee. Sie war bis 1962 in Betrieb und wurde am 3. Mai 2007 in das Queensland Heritage Register aufgenommen.